# کابیندا (آنگولا)
کابیندا (به انگلیسی: Cabinda (Kabinda)) شهری در استان کابیندا واقع در کشور آنگولا است که در سال ۲۰۲۱ میلادی ۸۱۹٬۰۰۰ نفر جمعیت داشته‌است.